# Sarayoot Chaikamdee
Sarayoot Chaikamdee (thaï : ศรายุทธ ชัยคำดี, né le 24 septembre 1981) est un ancien footballeur thaïlandais. Cet attaquant est connu en Thaïlande sous le surnom de « Joe five yards ».

## Biographie
Lors des qualifications à la Coupe du monde 2010, il a marqué le but de la victoire contre le Yémen, ce qui a envoyé la Thaïlande au 3e tour de la zone de qualifications d'Asie.

## Records (buts)
- Coupe du monde (Qualifications) - 8 buts en 9 matches
- Jeux d'Asie du Sud-Est - 9 buts en 4 matches
- Coupe d'Asie (2004) - 3 matches
- Championnat de l'ASEAN de football (2004, 2007) - 8 buts en 10 matches